# Hellova–Volhardova–Zelinského halogenace
Hellova–Volhardova–Zelinského halogenace je reakce přeměňující alkylované karboxylové kyseliny na jejich α-bromované deriváty.

## Příklady
Hellovu–Volhardovu–Zelinského reakci lze využít k přípravě alaninu z kyseliny propionové. V prvním kroku směs bromu a bromidu fosforitého (sloužícího jako katalyzátor) vytvoří z kyseliny propionové Hellovou–Volhardovou–Zelinského reakcí kyselinu 2-brompropionovou, ze které ve druhém kroku vznikne amonolýzou racemický alanin.

## Mechanismus
Reakce začíná po přidání katalytického množství PBr3. PBr3 přemění karboxylový hydroxyl na acylbromid, který se tautomerizuje na enol, následně reagující s Br2 za bromace do polohy α. V neutrálních až mírně kyselých vodných roztocích probíhá hydrolýza α-bromacylbromidu, vytvářející α-bromkarboxylovou kyselinu, samovolně. Jestliže má reakce probíhat ve vodném roztoku, je třeba přidat celý molární ekvivalent PBr3, protože katalytický cyklus je narušen; často se ale používá i v jiných případech, aby došlo k urychlení reakce
Je-li použito lehce nukleofilní rozpouštědlo, reakce α-bromacylbromidu s karboxylovou kyselinou vytváří α-bromkarboxylovou kyselinu a obnovuje acylbromidový meziprodukt.
Níže je zobrazen mechanismus reakce alkanoylbromidu a karboxylové kyseliny. V důsledku odtahování elektronů dvojicí bromidů je karbonylový uhlík α-bromalkanoylbromidu silným elektrofilem.
Při použití alkoholů místo vody vznikají α-bromestery.